# Арка на свети Николай Чудотворец (Бургас)
Арката на св. Николай Чудотворец е паметник в центъра на гр. Бургас. Представлява арка, от двете страни на която е поставен барелеф с иконографския образ на Николай Чудотворец – покровител на град Бургас.

## Местоположение
Скулптурата се намира в центъра на Бургас – на метри от друг градски символ – „Компаса“.

## История

### Автор
Своеобразната триумфалната арка е дело на художника Иван Бахчеванов. Изработена е за година и половина. Идеята е на Йоан Костадинов.

### Откриване
Монтажът на арката е извършен на 19 октомври 2007 г., в деня, когато Православната църква чества паметта на българския светец Йоан Рилски. Тържественото откриване и освещаване на паметника е извършено на 6 декември – Деня на св. Николай Чудотворец (Никулден) и празника на град Бургас.

### Православни традиции
Идеята за арка е в съответствие с православната традиция, според която няма статуи на светци, а пластично представяне върху барелефи или икони с обков. Двулицевият барелеф на светеца, в духа на православието, е ориентиран в посоките изток – запад, за да може ликът на светеца да бъде огрят от първите и от последните лъчи на слънцето. Като аналог на художественото въздествие от сребърния обков на православните икони е избрана стоманата.

## Композиция
Арката е изработена от неръждаема стомана и велинградски бяло-сив мрамор. Тежи 17 тона.

### Барелеф
Барелефът представлява творчески претворена икона, чийто оригинал се пази в базиликата Сан Никола в град Бари, Италия, където се намира и криптата с мощите на светеца. По дъгата на арката е изписано: „св. Николай Чудотворец Покровител на Бургас“. Под лика на светеца се намира текст от неговото житие:
| „ | Николай, това е онази нива, на която можеш да принесеш очакван плод. Обърни се към людете, та в тебе да се прослави името Му. Той не престана да помага на страдащите, да защитава невинните, да укрепва слабите със словото на истината и вярата. | “ |

### Колони
За облицовка на носещите стоманени колони на арката е използван мрамор.

### Фундамент
Основата е бетонен фундамент.

## Символика
Бургас е първият български град, който отбелязва празника на св. Николай Чудотворец, а светецът е покровител на града. На празника на града под арката минава литийното шествие, което продължава към Паметника на моряка.
Поверието гласи, че ако преминете под арката, ще се излекувате от своите болежки и ще се изпълните с енергия и сили, дарени от светеца.

## Вижте още
- Паметници на Николай Чудотворец